# Andrena pareklisiae
Andrena pareklisiae là một loài Hymenoptera trong họ Andrenidae. Loài này được Mavromoustakis mô tả khoa học năm 1957.